# Somatina chalyboeata
Somatina chalyboeata là một loài bướm đêm trong họ Geometridae.